# الخيانة الغربية

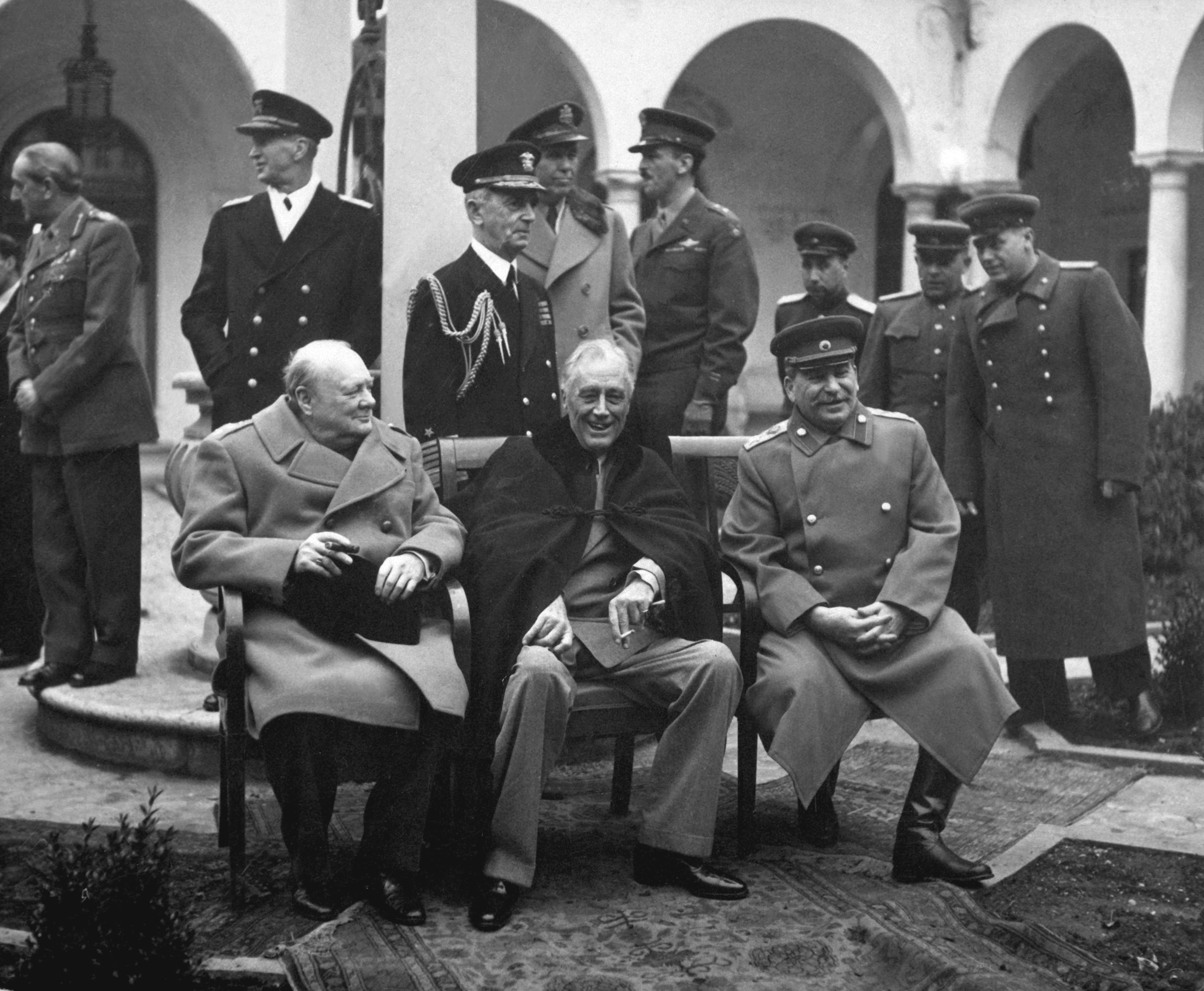

يشير مفهوم الخيانة الغربية إلى الرأي القائل إن المملكة المتحدة وفرنسا لم تفيا بالتزاماتهما القانونية، والدبلوماسية، والعسكرية، والأخلاقية تجاه دولتيّ تشيكوسلوفاكيا وبولندا خلال مقدّمات الحرب العالمية الثانية وعقبها. ويُشير أحيانًا إلى المعاملة التي لاقتها غيرها من الدول الأوروبية الوسطى والشرقية في ذلك الوقت.
يشير المفهوم إلى عدة أحداث، بما فيها التعامل مع تشيكوسلوفاكيا خلال معاهدة ميونيخ والاحتلال الألماني الذي نجم عنها، وتقاعس فرنسا والمملكة المتحدة عن عون بولندا خلال غزو ألمانيا النازية والاتحاد السوفيتي لأراضيها في العام 1939. يُشير المصطلح نفسه إلى التنازلات التي قدمتها الولايات المتحدة والمملكة المتحدة إلى الاتحاد السوفيتي خلال مؤتمرات طهران، ويالطا، وبوتسدام في إشارةٍ إلى مواقفهما السلبية خلال انتفاضة وارسو ضد الاحتلال النازي، وأحداث ما بعد الحرب، وتسليم المنطقة لتدخل ضمن مجال النفوذ السوفيتي وإقامة الكتلة الشرقية. 
من ناحية تاريخية، ارتبطت هذه الآراء ارتباطًا وثيقًا ببعض الأحداث ذات الأهمية الجيوسياسية الكُبرى في القرن العشرين، بما فيها صعود الرايخ الثالث (ألمانيا النازية)، وتعاظم هيمنة الاتحاد السوفيتي كقوة عظمى تسيطر على أجزاء واسعة من أوروبا، وعقد العديد من المعاهدات والتحالفات والمواقف التي اتُّخذت خلال الحرب العالمية الثانية وبعدها وصولًا إلى فترة الحرب الباردة.

## الإحساس بالخيانة
وفقًا لما ذكرته البروفيسورة شارولت بريذيرتن والبروفيسور جون فوغلر، «فمفاهيم الخيانة الغربية هي إشارة إلى الحسّ بالمسؤولية التاريخية والأخلاقية لتخلّي الغرب عن دول أوروبا الوسطى والشرقية في نهاية الحرب العالمية الثانية». في أوروبا الوسطى والشرقية، يُنظر إلى مُخرجَات معاهدة ميونيخ في العام 1938 ومؤتمر يالطا في العام 1945 على أنها خيانة ارتكبتها دول غرب أوروبا بحقّ دول أوروبا الوسطى والشرقية، وهو ما يستغلّه قادة تلك الدول لليّ ذراع سياسيّي دول أوروبا الغربية لقبول الطلبات الجديدة لانضمام تلك الدول في حلف الناتو.
في بعض الحالات، ثمّة مزاعم بوجود ازدواجية في التعامل، من المحتمل أنّها وُجدت على شكل اتفاقيات سرية أو تعبيرًا عن النوايا التي ناقضت التصريحات والتفاهمات العلنية. على سبيل المثال،  تنص اتفاقية وينستون تشيرتشل السرية مع الاتحاد السوفيتي على أن ميثاق الأطلسي لا ينطبق على دول بحر البلطيق. يحاجج الدبلوماسي الأمريكي المتقاعد تشارلز جي سيتفان بأنه بالنظر إلى المتطلبات الاستراتيجية للانتصار في الحرب، لم يكن لدى رئيس الوزراء البريطاني تشرتشل أو الرئيس الأمريكي فرانكلين دي روزفيلت أي خيار سوى الرضوخ لمطالب حليفهم السابق قائد الاتحاد السوفيتي جوزيف ستالين في مؤتمرات طهران، ويالطا، وبوتسدام.
يذكر ماكس هيستينجس أن تشرتشل ألحّ على روزفلت بمتابعة الصراع المسلح في أوروبا في العام 1945، ولكنه تابعه ضدّ الاتحاد السوفيتي لمنع الاتحاد من بسط سيطرته غرب حدوده. على ما يبدو فإن روزفلت وثقَ بتطمينات ستالين، ولم يكن راغبًا في مساندة تشرتشل في مساعيه لـ «تحرير» جميع أراضي أوروبا الوسطى والشرقية إلى الغرب من الاتحاد السوفيتي. لم تكن المملكة المتحدة قادرةً على القيام بأي أعمال عسكرية في ذلك الجزء من أوروبا، دون الدعم الأمريكي بعد إنهاكها لست سنوات في الحرب العالمية الثانية.
يذهب بعض المؤرخين والكتّاب المعاصرين إلى اعتبار بعض الوقائع خير مثالٍ على مفهوم الخيانة الغربية، منها إلحاق معظم أراضي تشيكوسلوفاكيا بألمانيا النازية بموجب معاهدة ميونيخ للعام 1938، وتخلّي البريطانيين عن تحالفهم مع بولندا خلال غزو بولندا في سبتمبر 1939، وخلال انتفاضة وارسو ضد النازيين في العام 1944، وقبول نقض السوفيت لمعاهدة يالطا في العام 1945. وفقًا لمعاهدة يالطا، فقد قبِل الحلفاء الرئيسيون المحاربون لألمانيا النازية بأن يؤمّنوا سير العملية الديمقراطية في البلدان التي سيتمّ تحريرها من النازيين، مثل إستونيا، ولاتيفا، وليثوانيا، وبولندا، وتشيكوسلوفاكيا، وهنجاريا، ورومانيا، وبلغاريا، ويوغوسلافيا، وألبانيا.
يُضاف إلى جميع ما تقدّم، غياب الدعم العسكري أو السياسي للثائرين على الأنظمة الشيوعية خلال الانتفاضة في جمهورية ألمانيا الديمقراطية في العام 1953، والثورة الهنجارية في العام 1956، وخلال الإصلاحات الديمقراطية في تشيكوسلوفاكيا في العام 1968 (التي عُرفت باسم «ربيع براغ»).
وفقًا لما ذكره إيليا بريتسيل، «أدّى استغراقهم التاريخي في حسّ «الذات المعطوبة» إلى توليد مشاعر الكراهية» للغرب بشكل عام وتعزيز مفهوم الخيانة الغربية بشكل خاص. يحاجج غريغوري يافلينسكي بأن العطب الذي لحقَ بالنفسيّة القومية في وسط أوروبا والذي خلّفته «الخيانة» الغربية في مؤتمرات يالطا وميونيخ بقي «حدثًا نفسيًّا» أو «مشكلة نفسانيّة» خلال نقاشات توسيع حلف الناتو.
ذكر كولين باول أنه لا يعتقد أن «الخيانة هي الكلمة المناسبة» فيما يتعلق بالدور الذي أدّاه الحلفاء في انتفاضة وارسو. صحيح أن إطلاق الشكاوى من «الخيانة» أمر سائد في عالم السياسة بشكل عام، ولكن يُمكن مقاربة فكرة الخيانة الغربية على أنها كبش فداء سياسي لدى دول أوروبا الوسطى والشرقية وعلى أنها عبارة للدعاية الانتخابية تشيع لدى الحلفاء الغربيين السابقين. يعتقد المؤرخ إيثان ثيوهاريس أن أساطير الخيانة استُغِلّت جزئياً من طرف المعارضين لعضوية الولايات المتحدة في الأمم المتحدة. وهكذا فقد صارت كلمة «يالطا» رمزًا لسياسة استرضاء الشيوعية الدولية والتخلي عن الحرية.